# توپاک شکور
توپاک آمارو شکور (به انگلیسی: Tupac Amaru Shakur با نام تولد لیسین پریش کروکس؛ ۱۶ ژوئن ۱۹۷۱ – ۱۳ سپتامبر ۱۹۹۶) رپر آمریکایی بود. او را یکی از تاثیرگذارترین رپرهای تمام دوران دانسته‌اند. بیش از ۷۵ میلیون از آثار او در سراسر جهان به فروش رفته که او را به یکی از پرفروش‌ترین هنرمندان موسیقی تبدیل کرده است. بسیاری از ترانه‌های شکور به دلیل پرداختن به مسائل اجتماعی آن زمان مورد توجه قرار گرفته است و از او به‌عنوان نمادی از کنشگری علیه نابرابری یاد کرده‌اند.
شکور در سالن استودیوی ضبط نیویورک پنج گلوله خورد و مشکلات قانونی از جمله حبس را تجربه کرد. در سال ۱۹۹۵ او، به‌اتهام سوءاستفاده جنسی، هشت ماه را در زندان سپری کرد اما در دادگاه تجدید نظر آزاد شد. او با لیبل دث رو رکوردز قرارداد بست و در رقابت رو به رشد هیپ هاپ ژانرهای ایست کست–وست کست دخیل بود. شکور در سال ۱۹۹۶ توسط یک مهاجم ناشناس در تیراندازی لاس وگاس چهار بار مورد اصابت گلوله قرار گرفت و شش روز بعد در ۲۵ سالگی درگذشت. در سال ۲۰۰۲، نام او وارد تالار مشاهیر هیپ هاپ شد. در سال ۲۰۱۷، نام او در اولین سالی واجد شرایط بودن وارد تالار مشاهیر راک اند رول شد. نام شکور در میان ۱۰۰ هنرمند برتر تمام دوران مجلهٔ رولینگ استون قرار گرفته است.

## اوایل زندگی
لیسین پریش کروکس (که در سن یک‌سالگی اسم توپاک (2Pac) را، از اسم رئیس اینکاها - توپاک آمارو ۲ که در قرن هجدهم فرماندهٔ جنگ در مقابل اسپانیایی‌ها بود گرفت) در ۱۶ ژوئن ۱۹۷۱ به دنیا آمد. آفنی مادر او عضو گروه پلنگ‌های سیاه بود. وقتی که او توپاک را باردار بود، به علت بمب‌گذاری به ۳۰ سال زندان محکوم شد، ولی بدون وکیل، از خودش دفاع کرد و یک ماه قبل از تولد توپاک از زندان آزاد شد و توپاک تا سال ۱۹۹۴ پدرش را نمی‌شناخت.
توپاک هم طبق عقاید گروه پلنگ‌های سیاه بزرگ شد. او به همراه مادر و خواهر ناتنی‌اش در فقر بزرگ شد و به محله‌های مختلف نیویورک پناه می‌آورد. به همین دلیل همیشه ارتباط زیادی با مردم نداشت و همیشه به فکر شعر گفتن و نوشتن خاطره بود. در ۱۲ سالگی به یک کمپانی تئاتر پیوست. در ۱۵ سالگی با مادرش به بالتیمور در مری لند رفت و در مدرسهٔ هنر بالتیمور قبول شد. در همان‌جا بود که اولین قطعهٔ رپ خود را با اسم "MC New York" ساخت.
دو سال بعد مادرش او را برای زندگی با خانوادهٔ یکی از دوستانش به مارین سیتی در کالیفرنیا فرستاد. همان‌جا بود که توپاک زندگی به بی قانونی روی آورد؛ ولی خیلی زود آن مکان را ترک کرد و شروع به جنگ و جدال با قانون کرد. در همین زمان بود که با افرادی دوست شد که او را در ساخت آهنگ‌های رپ کمک کردند. مانند ری لوو که با یکدیگر یک گروه رپ به نام "استریکتلی داپ" تأسیس کردند. اولین ترانه ضبط شده توپاک "This is an EP" نام داشت که در یک سی‌دی ضبط شد. او این ترانه را لیبل دیجیتال آندرگراند در سال ۱۹۹۱ ضبط کرد.

## سوءقصدها و مشکلات قانونی
توپاک در سال ۱۹۹۴ به اتهام آزار و اذیت جنسی به یک و نیم تا چهار سال زندان محکوم شد، هرچند او صحت این اتهام را تکذیب می‌کرد و معتقد بود افرادی از قصد برای او دسیسه چیده‌اند. پس از گذشت یازده ماه از دورهٔ محکومیت، به یاری دادگاه تجدید نظر مالی از جانب شوگ نایت، مدیر عامل شرکت نشر موسیقی دث رو رکوردز، از زندان آزاد شد. او قبول کرد تا در ازای کمک شوگ نایت در پرداخت جریمه و آزادی او، برای شرکت دث رو سه آلبوم منتشر کند.
در سال ۱۹۹۴ در لابی استودیوی ضبط موسیقی به نام کواد واقع در نیویورک، شکور پنج بار هدف شلیک گلوله قرار گرفت. توپاک معتقد بود دوست سابقش بیگی اسمالز باعث این اتفاق بود اما بیگی تکذیبش کرد. این چالش‌ها منجر به برقراری رقابت شدید موسیقی میان ساحل شرقی و ساحل غربی در ایالات متحده شد.
البته این دو نفر (بیگی و توپاک) تحول بزرگی در هیپ هاپ ایجاد کردند به‌طوری که از این دو به عنوان بزرگ‌ترین رپر دنیا یاد می‌شود.
در سال ۲۰۱۷، فیلم زندگی‌نامه‌ای او به نام همه نگاه‌ها به من (به انگلیسی: All eyez on me) اکران شد و دمتریوس شیپ جونیور (به انگلیسی: Demetrius Shipp Jr.) در آن نقش این هنرمند برجسته را ایفا کرد.

## دوره کاری

### ۱۹۸۷–۱۹۹۳ شروع دوره کاری، به سوی شهرت
در اواخر سال ۱۹۹۱ توپاک ۲۰ ساله، با آلبومش به نام «اینک توپاک‌الزمان» مشهور شد. او در آهنگ‌های این آلبوم نژادپرستی و مشکلات زندگی در حاشیهٔ شهرها مثل آزار و اذیت پلیس، بارداری در نوجوانی و مشکلات شخصی خودش را مطرح کرد.
این آلبوم پس از معرفی آن توسط جوانان به هم بسیار شهرت یافت. با این که توپاک قصد داشت تا در این آلبومش سختی‌هایی که جوان‌های سیاه‌پوست در ایالات متحده تحمل می‌کردند را نشان دهد این آلبوم با انتقادهای بسیاری رو به رو شد، علی‌الخصوص پس از این که پسر جوانی گفته بود تحت تأثیر این آلبوم یک افسر پلیس را به قتل رسانده است بسیاری توپاک را مقصر می‌دانستند.
در اکتبر ۱۹۹۱ در شهر اوکلند دو افسر پلیس به دلیل بی‌توجهی به چراغ راهنمائی و گذرگاه عابر پیاده از مسیر خیابان سعی کردند او را دستگیر کنند و پس از مقاومت توپاک در برابر بازداشت او را کتک زده و صورتش را چندین بار به زمین کوبیدند که در نتیجه شکور از پلیس و ایالت اوکلند در دادگاه شکایت کرد. نتیجهٔ این شکایت قانونی غرامتی بالغ بر ۴۲۰۰۰ دلار بود که البته به گفتهٔ او قسمت اعظم این مبلغ هزینهٔ وکلا و دیگر ضوابط قانونی آن شکایت در دادگاه فدرال شده است.
در سال ۱۹۹۳ وقتی او دو افسر پلیس را دید که یک سیاه‌پوست را کتک می‌زدند به سمتشان شلیک کرده و آن‌ها را زخمی‌کرد. با این که آن‌ها در حال انجام وظیفه نبودند شکایات بسیار شدیدی علیه او مطرح شد اما پس از دریافت شواهدی دال بر مستی دو پلیس در هنگام درگیری، پرونده بسته شد.
توپاک به همراه همراهان و دوستان خود به نام‌های بیگ سایک و برادر ناتنی خود به نام «موپریم شکور» آلبوم بعدی خودش را به اسم "تاگ‌لایف: نسخه ۱" با همکاری شرکت پخش موسیقی اینتراسکوپ در ۱۹۹۴ منتشر کرد.

### دشمنی‌ها و رقابت‌ها
توپاک در طول زندگی دشمنان زیادی داشت اما مهم‌ترین دشمنی اش با نوتوریوس بی.آی. جی (به انگلیسی: Notourious B.I.G) و کمپانی پشتیبان او بدبوی (به انگلیسی: Bad Boy) بود. این دو نفر در ابتدا دو دوست صمیمی و همکار و شریک تجاری و هنری بودند. هنگامی که نوتوریوس بی.آی.جی چهره‌ای کمتر شناخته شده بود، توپاک به دلایلی که به هردوی آن‌ها مربوط می‌شد در زندان بود و از طریق رادیوی محلی و البته مجلهٔ وایب از گفته‌های همکار و دوست گذشتهٔ خود نوتوریوس بی.آی.جی و شریک تجاری جدید او پاف ددی بسیار خشمگین شد. او به علت مشکلات قانونی پیش رو تصمیم داشت تا از ادامه در «بازی‌رپ» انصراف دهد، اما با شنیدن اظهارات پاف ددی و نوتوریوس بی.آی.جی در بارهٔ او و استعداد هنری او تصمیم خود را تغییر داد و تصمیم گرفت برگردد تا انتقام خود را بگیرد. ازطرف دیگر توپاک دشمنی خودش را با نوتوریوس بی. آی. جی ادامه می‌داد و در آهنگ Hit em up بهترین دیس ترک حال حاضر دنیا، به شدت به او حمله کرد و او را مورد انتقادهای شدید و بی‌پروایانه قرار داد.
توپاک با دکتر دره کمی مشکل داشت. دکتر دری در کمپانی دث رو ریکردز تهیه‌کننده بود. به نظر توپاک دکتر دری در دث رو ریکردز کاری نمی‌کرد و از زحمت دیگران پول درمی‌آورد. همچنین وقتی که دکتر دره از شهادت به نفع اسنوپ داگ در دادگاه خودداری کرد، توپاک از دست او بسیار عصبانی شد. همچنین توپاک در چند آهنگش به دکتر دره اشاره و او را مورد انتقاد و تمسخر قرار داد
توپاک از گروه دونفرهٔ ماب دیپ هم که افراد جوان‌تر و پرورش یافته توسط خود او بودند به دلیل پشت کردن به او به شدت انتقاد می‌کرد، عنوانی که مانند مورد مشابه با خوانندهٔ سرشناس دیگر ناز پس از مرگ او، به دلیل احترام خاصی که همگی هنرمندان وقت به چیره‌دستی او در ابراز جسورانهٔ عقایدش داشتند، به دست فراموشی سپرده شد.
هنگام تولید فیلم "Poetic Justice" با جنت جکسون، او از انجام تست ایدز سرباز زد. او می‌گفت که یک بازیگر دیگر هم مثل من با جنت صحنهٔ عاشقانه فیلم‌برداری کرده است ولی این تست را انجام نداده پس من هم نمی‌دهم. این موضوع تبدیل به موضوع ناراحت‌کننده‌ای برای جنت جکسون شد به‌طوری‌که تا پخش قطعهٔ «تصمیم خودم رو گرفتم» (به انگلیسی: I Got My Mind Made Up) به این موضوع گریزی داشت و از او عذرخواهی کرد.

### سال‌های آخر زندگی و مشکلات قانونی
در ماه دسامبر سال ۱۹۹۴، او به آزار جنسی به یک زن در هتلش متهم شد، و در فوریهٔ ۱۹۹۵ به ۴ سال زندان محکوم شد. او و همراهانش معتقد بودند که آن زن از قصد و برای بی‌اعتبار کردن او دست به چنین کاری زده ولی قبل از تصویب حکم دادگاه، در لابی استودیوی کواد در نیویورک، دو سیاه‌پوست به او حمله کردند و ۵ گلوله به سمت او شلیک کردند. توپاک در یک مصاحبه این‌گونه اعلام کرد: در شب ۳۰ نوامبر ۱۹۹۴، او به همراه یکی از دوستان و مدیر برنامه‌اش، برای ضبط یک سری قطعه به استودیو رفتند. هنگام ورود به استودیو دو نفر به آن‌ها نزدیک شدند. توپاک گمان می‌کرد که آن‌ها پلیس‌های امنیتی استودیوی نوتوریوس بی.آی.جی هستند. دو مرد مسلح او و دوستانش را مجبور کردند تا روی زمین دراز بکشند ولی توپاک که شوکه شده بود سر جایش خشکش زده و دراز نکشید، و در آن لحظه یکی از آن‌ها شروع به شلیک ۵ گلوله به او کرد. به گفتهٔ او این اتفاق مشکوک به نظر می‌رسید زیرا معمولاً دزدان اول قوی‌ترین فرد در صحنه را هدف قرار می‌دهند اما همه سریع دراز کشیدند و آن‌ها مستقیم به سمت توپاک آمدند و البته اینکه بیشتر افراد آنجا خونسرد بودند و عقب ایستاده بودند و از زنده ماندن او شوکه شده بودند. او از این سوءقصد جان سالم به در برد. علی‌رغم اصرار پزشکان برای مداوای بیشتر در بیمارستان، او پس از چند روز از بیمارستان ترخیص شد و تنها چند روز بعد با صندلی چرخ دار به دادگاه رفت تا اتهام خود را دربارهٔ موضوع تجاوز را در دادگاه و به صورت حضوری بشنود.
هنگامی که او در زندان به سر می‌برد، آلبوم او به نام من در برابر دنیا (به انگلیسی:"Me Against The World") منتشر شد. او تنها خواننده‌ای بود که وقتی در زندان بود، آلبومش در لیست برترین‌ها شمارهٔ ۱ بود. او در همین زمان با کیشا موریس برای مدتی ازدواج کرد. در اکتبر پس از ۸ ماه زندان، توپاک با کمک رئیس دث رو رکوردز شوگ نایت از زندان بیرون آمد. شوگ برای آزادی توپاک ۱٫۴ میلیون دلار پرداخت کرد و توپاک هم مجبور شد که سه آلبوم برای دث رو بسازد؛ بنابراین پس از آزادیش بلافاصله شروع به کار کردن کرد و در ۱۹۹۶، آلبوم "همه نگاه‌ها به من" را پخش کرد که تنها در چند ماه اول به فروش طلائی دست یافت؛ او به این وسیله هزینهٔ جریمهٔ زندان که مدیر شرکت ضبط و پخش موسیقی به او قرض داده بود را به راحتی به او پس داد.
آخرین آلبومی که توپاک بیرون داد، دون کیلومیناتی: نظریه ۷ روز (به انگلیسی: "The Don Killuminati: The 7 Day Theory") نام دارد که تنها ۲ ماه پس از مرگ او منتشر شد. او در بسیاری از آهنگ‌های این آلبوم مرگ خود را پیش‌بینی کرده یا به گونه‌ای به آن اشاره می‌کند. می‌گویند که ساخت این آلبوم ۷ روز طول کشید و مهم‌ترین آهنگ آن "Hail Mary" در نیم ساعت ساخته شد. این آلبوم نیز بیش از ۳۰ میلیون نسخه فروش کرد. او رفته رفته تبدیل به یک هنرپیشهٔ حرفه‌ای می‌شد، به‌طوری‌که از ۱۹۹۱ تا ۱۹۹۶، در تعداد ۷ فیلم به ایفای نقش پرداخت.

## جوائز و افتخارات
در سال ۲۰۰۳، بینندگان تلویزیون MTV شکور را به عنوان بهترین نقش اول انتخاب کردند. در سال ۲۰۰۵، در تابلوهای پیام مجله Vibe، یک کاربر از دیگران «۱۰ برتر بهترین زمان» را درخواست کرد. که بعد از کار سنگین در آن، شکور اول شد.

## مرگ

آخرین عکس از توپاک شکور به همراه شوگ نایت چند ساعت قبل از ترور شدنش

توپاک پس از تماشای یک مسابقه بوکس بین مایک تایسون و بروس سلدون با شلیک اسلحه از یک خودروی کادیلاک سفید در شهر لاس وگاس در ایالت نوادا و در تاریخ ۷ سپتامبر ۱۹۹۶ مورد اصابت گلوله به ناحیه گونه سمت چپ قرار گرفت و پس از ۶ روز در بیمارستان دانشگاه نوادا در ساعت ۴ و ۳ دقیقهٔ صبح در ۱۳ سپتامبر هنگامی که ۲۵ سال داشت از دنیا رفت. حدس زده شد افرادی که به او گلوله شلیک کردند از افراد مربوط به گانگسترهای ساحل‌شرق یا مأموران اف‌بی‌آی یا افرادی بوده‌اند که درگذشته باهم دچار اختلافاتی شده بودند که در این موارد افراد زیادی دارای انگیزهٔ لازم بودند. با وجود گذشت زمان نسبتاً زیاد از این واقعه، پلیس لاس وگاس به صورت رسمی این پرونده را گشوده نگه داشته است. دربارهٔ عاملان قتل او، هنوز هم اختلاف نظرهای زیادی وجود دارد، طبق گفتهٔ برخی رسانه‌ها، توپاک شکور توسط گروه کریپس به قتل رسید.
در ژوئیه ۲۰۲۳ پلیس ایالت نوادا تأیید کرد «دوان دیویس» ملقب به «کیف دی»، سرکرده باند خلافکارهای محله جنوبی خیابان کمپتون کریپس، بازداشت شده و اوایل سال خانه همسر او در ایالت نوادا در ارتباط با تحقیقات این قتل بازرسی شده بود. دیویس در خاطرات خود «افسانه خیابان کامپتون» در سال ۲۰۱۹ اعتراف کرد که یکی از سرنشینان خودرویی بوده که شلیک مرگبار از آن صورت گرفته، اما منکر حمل اسلحه شده بود.

گرافیتی از توپاک

## آلبوم‌های استودیویی
| سال  | آلبوم                       | تهیه‌کننده اصلی |
| ---- | --------------------------- | -------------- |
| ۱۹۹۱ | اینک توپاک الزمان           | آترون گرگوری   |
| ۱۹۹۳ | اکیداً برای سیاهانم          | آترون گرگوری   |
| ۱۹۹۵ | من در برابر دنیا            | تونی پیزارو    |
| ۱۹۹۶ | همه نگاه‌ها به من            | شوگ نایت       |
| ۱۹۹۶ | دون کیلومیناتی: نظریه ۷ روز | شوگ نایت       |

## آلبوم‌های پس از مرگ
| سال  | آلبوم                               | تهیه‌کننده اصلی        |
| ---- | ----------------------------------- | --------------------- |
| ۱۹۹۷ | هنوز غمگین هستی؟ (مرا به خاطر بیار) | آفنی شکور، لیزا اسمیت |
| ۱۹۹۸ | بهترین ترک‌ها                        | آفنی شکور             |
| ۱۹۹۹ | هنوز اوج می‌گیرم                     | جانی جی               |
| ۲۰۰۱ | تا آخر زمان                         | جانی جی               |
| ۲۰۰۲ | روزهای بهتر                         | آفنی شکور، جانی جی    |
| ۲۰۰۳ | توپاک: قیام(موسیقی فیلم)            | امینم                 |
| ۲۰۰۴ | وفادار به بازی                      | امینم، آفنی شکور      |
| ۲۰۰۶ | زندگی "پاک"                         | آفنی شکور، تام والی   |

## فیلم‌شناسی
- (۱۹۹۱) هیچ‌چیز به‌جز دردسر (فیلم ۱۹۹۱)، به کارگردانی دن اکروید
- (۱۹۹۲) عزت، به کارگردانی ارنست دیکرسون
- (۱۹۹۳) عدالت شاعرانه، به کارگردانی جان سینگلتون
- (۱۹۹۳) رنگ‌های زنده
- (۱۹۹۴) Above the Rim، به کارگردانی جف پولاک
- (۱۹۹۶) پخش زنده شنبه شب
- (۱۹۹۶) گلوله، به کارگردانی جولین تمپل
- (۱۹۹۷) بن‌بست، به کارگردانی واندی کرتیس-هال
- (۱۹۹۷) Gang Related، به کارگردانی جیم کوف
- (۲۰۰۱) پسربچه، به کارگردانی جان سینگلتون
- (۲۰۰۲) Biggie & Tupac، به کارگردانی Nick Broomfield
- (۲۰۰۳) Tupac: Resurrection، به کارگردانی Lauren Lazin
- (۲۰۱۵) مستقیم از کامپتن، به کارگردانی اف. گری گری
- (۲۰۱۷) همه نگاه‌ها به من، به کارگردانی بنی بوم. این فیلم زندگی توپاک را روایت می‌کند.
- در سال ۲۰۱۹ فیلمی به نام شهر دروغ‌ها با بازی جانی دپ منتشر شد که به موضوع قتل رپرهای معروف پرداخت که توپاک جزو آنها بود.